# John Morrow (Autor)
John Morrow (* 1930 in Belfast; † 6. November 2014) war ein nordirischer Schriftsteller. 

## Leben
Morrow wurde 1930 als Sohn einer Schneiderin und eines Werftarbeiters in Belfast geboren. Nach dem Besuch der Grundschule begann er ab 1944 als Werftarbeiter zu arbeiten. Es folgte eine Lehre als Leinweber, bevor er in England als Tagelöhner tätig war. Später arbeitete er als Möbelverkäufer und Versicherungsagent.
Morrow wirkte auch als Volkssänger und Musiker. Er war für die BBC und Raidió Teilifís Éireann tätig und schrieb Kurzgeschichten und Romane. Im Jahr 1975 erhielt er ein Stipendium des Arts Council of Northern Ireland.
John Morrow starb im November 2014 nach kurzer Krankheit im Alter von 84 Jahren, kurze Zeit nach seiner Frau. Er hinterlässt zwei Söhne.

## Werke (Auswahl)
- The Confessions of Proinsias O´Toole, 1977
- Short Stories, 1978
- Northern Myths, 1979
- The Essex factor, 1982